# Храніговці
Храніговці (словен. Hranjigovci) — поселення в общині Светий Томаж, Подравський регіон‎, Словенія.